# Tomohiro Nagatsuka
Tomohiro Nagatsuka (jap. 坂本勉 Nagatsuka Tomohiro; ur. 28 listopada 1978 w Ibaraki) – japoński kolarz torowy, srebrny medalista olimpijski.

## Kariera
Największy sukces w karierze Tomohiro Nagatsuka osiągnął w 2004 roku, kiedy wspólnie z Toshiakim Fushimi i Masakim Inoue zdobył srebrny medal w sprincie drużynowym podczas igrzysk olimpijskich w Atenach. W zawodach tych Japończyków wyprzedzili jedynie Niemcy w składzie: Jens Fiedler, Stefan Nimke i René Wolff. Był to jedyny medal wywalczony przez Nagatsukę na międzynarodowej imprezie tej rangi. Japończyk startował także na igrzyskach olimpijskich w Sydney w 2000 roku, gdzie wraz z kolegami był piąty, oraz na igrzyskach w Pekinie, gdzie Japończycy zajęli w tej samej konkurencji szóstą pozycję. Tomohiro Nagatsuka nigdy nie zdobył medalu na torowych mistrzostwach świata.